# Économie de Madagascar
L'économie malgache, dont le produit intérieur brut (PIB) s'élevait à 9,769 milliards de dollars américains en 2020, est une économie de marché soutenue par une industrie agricole et des industries émergentes comme le tourisme, le textile et l'exploitation minière. L'agriculture malgache produit des cultures tropicales de base comme le riz et le manioc, ainsi que des cultures de rente comme la vanille et le café.
Les exportations malgaches sont soumises au protocole douanier de certaines régions, notamment les États-Unis et l'Union européenne. Ces exemptions ont soutenu la croissance de l'industrie textile malgache. Malgré les ressources naturelles et le développement des industries, la crise politique malgache de 2009 – considérée par la communauté internationale comme un coup d'État illégal – a dissuadé les investissements étrangers à Madagascar et provoqué le déclin de l'économie malgache. Les investissements étrangers ont repris après la reprise des élections début 2014. Madagascar est l'un des pays les moins avancés selon les Nations Unies.
L'économie malgache en 2024 est l'une des plus dynamiques au monde.

## Histoire

### XXIesiècle
Elle se remet en marche à la suite de la crise de 2001 et ensuite à la suite de la crise de 2009. Madagascar est classé en 2021 en 173e position sur 191 pays, selon l'indicateur annuel du développement humain (IDH) du PNUD.
Un rapport de l'Unicef publié en 2011 mentionne : « On constate une augmentation du chômage et du sous-emploi, confirme un rapport du s’appuyant sur des études réalisées en 2006 et 2010 à Antananarivo, et surtout une explosion du secteur informel de subsistance, un effondrement du pouvoir d’achat des travailleurs et un accroissement des inégalités. Les résultats obtenus en matière de réduction de la pauvreté au cours des dernières années ont ainsi été effacés et même inversés. »
En 2023, le FMI a noté une croissance de 4,0 %, tiré par une hausse des activités touristiques (+1,2 points de PIB des recettes de voyage par rapport à 2022) et des exportations minières (+0,8 points de PIB). Cependant, sa population, estimée à 30,3 millions d'habitants en 2023, est confrontée au défi d'un taux de pauvreté élevé qui persiste (80,7 % en 2023), soit 2,15 dollars par personne et par jour).

## Données structurelles

### Secteur primaire

#### Agriculture

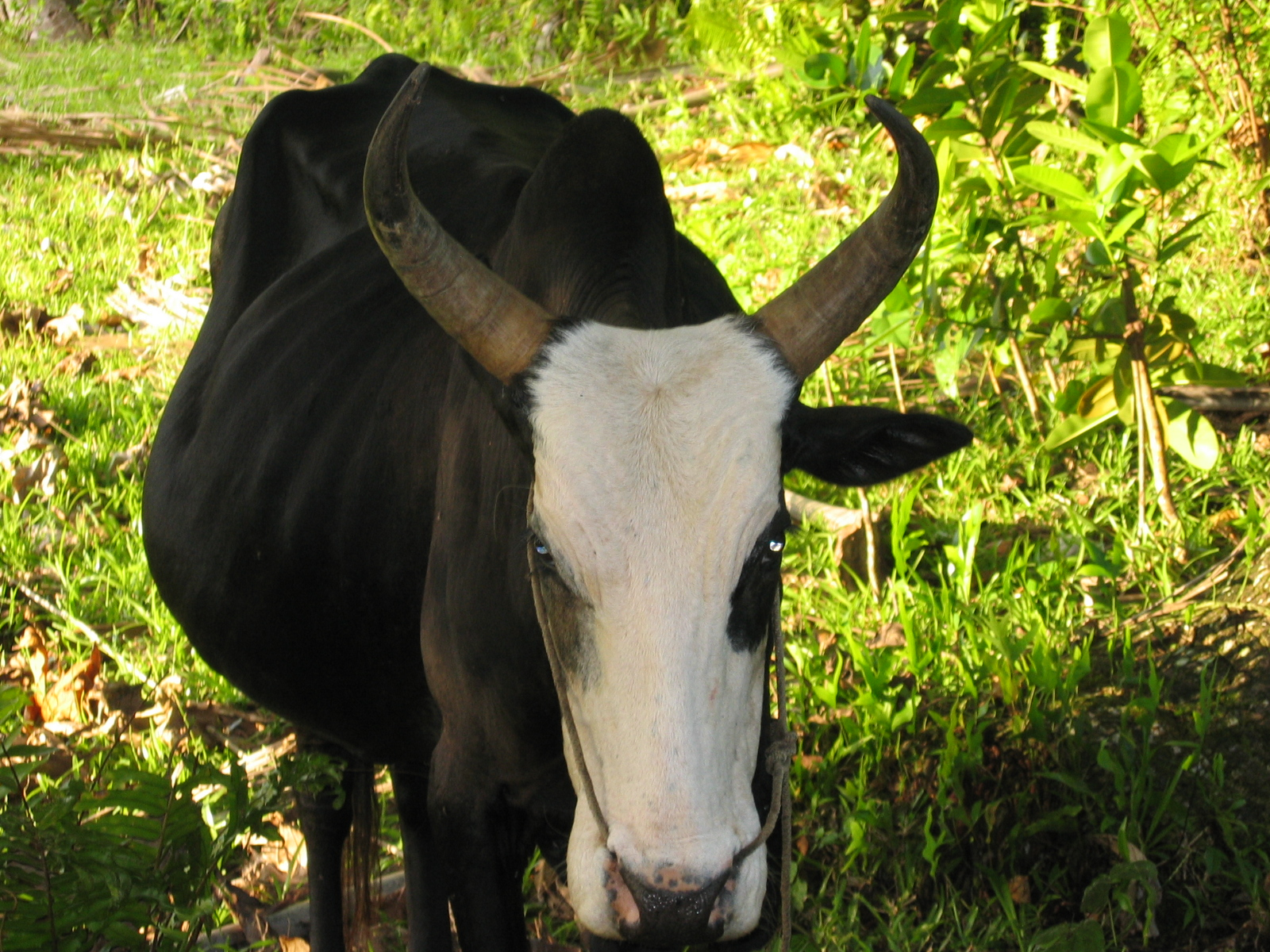
Un zébu.

L'agriculture fait vivre quatre habitants sur cinq. Madagascar possède un important cheptel de zébus, qui fournit la principale viande consommée dans le pays et qui alimente un trafic clandestin. Madagascar possède une importante biodiversité. Faute de statistiques pertinentes les données sur le patrimoine naturel de la grande île sont floues.
L'agriculture, essentiellement la riziculture, est la principale source de revenu des habitants de la Grande île. Environ 80 % des habitants de l'île sont paysans[réf. nécessaire]. Mais l'agriculture de Madagascar reste encore au stade d'agriculture d'auto-subsistance, en dépit des efforts des gouvernements successifs en matière d'amélioration des techniques de production[réf. nécessaire], d'où le déséquilibre structurel de l'offre par rapport aux besoins réels de la population. Madagascar importe du riz asiatique pour combler le manque.
En 2011, les produits issus de l'agriculture, en particulier la girofle, la vanille, le cacao, le sucre, le poivre et le café, comptent parmi les douze plus grosses exportations de Madagascar. Madagascar produit la deuxième plus grosse récolte de vanille du monde et la vanille malgache représente le quart du marché mondial.

##### Riz
Le riz est la céréale omniprésente qui marque les paysages de son empreinte. Il constitue, en effet, l'aliment de base. Celui cultivé à Madagascar est plus onéreux que le riz asiatique importé [réf. nécessaire].
Entre 1970 et 1999, la production de riz au Madagascar passe de 1,97 à 2,63 millions de tonnes et connaît une chute importante au début des années 2000. À cette époque, la riziculture constitue la principale source de revenu agricole dans 45 % des communes au Madagascar.

##### Sucre
La production de sucre chute au début des années 2000 à la suite du désengagement de l'État malgache dans les raffineries. En 2006, rien que le 10 % (25 000 tonnes) de la consommation locale est couverte par les producteurs nationaux. En 2019, la production de sucre augmente à 90 000 tonnes, mais reste insuffisante face à la demande locale de près de 200 000 tonnes.
La société SUCOMA transforme la canne à sucre en sucre et en alcool destinés au marché local. L'alcool produit par la SUCOMA est commercialisé par l'entreprise Dzama Vidzar et fait partie des meilleurs alcools au monde en termes de qualité.[réf. nécessaire]

##### Coton
Geocoton a pris le contrôle majoritaire de la société malgache Hasyma (Hasy Malagasy) fin 2004, dans le cadre de sa privatisation.
En 2003, Hasyma a produit 11 327 tonnes de coton graine et prévoit pour 2005 une production de 23 650 tonnes,.

##### Huiles essentielles
En 2017, l'île exporte le 95 % de sa production d'huiles essentielles (près de 46 000 tonnes) et en assure la moitié du marché global d'huile essentielle de girofle. Parmi ses principaux producteurs se trouvent Phileol et HITA à Tamatave.

#### Pêche
La pêche industrielle crevettière, consacrée essentiellement à l'export, représente la plus forte activité de pêche de l'île. Unima en est le premier producteur et constitue le premier apporteur de devises étrangères du pays. En 2008, l'Instat estime que le secteur crevettier malgache génère 100 millions d'euros par an et emploie 9000 personnes à temps plein.

#### Exploitation minière
Madagascar dispose de réserves d'or, du nickel, de cobalt et d'ilmenite importante, ainsi qu'un gisement de saphir dans le sud de l'île.
Le nickel et le cobalt de l’est du pays sont exploités par une coentreprise formée entre Sumitomo (Japon) et Komir (Corée du Sud). L'ilménite présent dans le sud de l’île (Fort-Dauphin) est exploitée par QMM (QIT Madagascar Minerals) une filiale du groupe Rio Tinto (anglo-australien).
En 2019, la production minière de Madagascar atteint 665 millions de dollars. La même année, le secteur des mines et des carrières représentait 4,1 % du produit intérieur brut.
En 2024, un nouveau code d’extraction minière est mis en place afin de clarifier les règles d’attribution des permis et les obligations des sociétés minières en matière environnementale et sociale.
| Produits de base | Quantité en tonnes |
| ---------------- | ------------------ |
| Chrome, chromite | 76 126             |
| Cobalt           | 3 400              |
| Cobalt           | 2 900              |
| Or (kg)          | 2 100              |
| Nickel           | 72 733             |
| Monazite         | 21 000             |
| Terres rares     | 4 000              |
| Titane, ilménite | 461 800            |
| Titane, rutile   | 9 200              |
| Zirconium        | 28 500             |

| Minéraux industriels               | Quantité en tonnes |
| ---------------------------------- | ------------------ |
| Béryl                              | 16                 |
| Ciment                             | 230 000            |
| Argile, kaolin                     | 220                |
| Argile, non spécifiée              | 60 000             |
| Engrais / sulfate d'ammonium       | 94 342             |
| Amazonite, ornementale             | 350                |
| Améthyste (kg)                     | 180 000            |
| Calcite, ornementale               | 130                |
| Émeraude (kg)                      | 35                 |
| Grenat (kg)                        | 210                |
| Labradorite, ornementale           | 4 800              |
| Rubis (kg)                         | 70                 |
| Saphir (kg)                        | 2 100              |
| Tourmaline (kg)                    | 210                |
| Graphite, paillette cristalline    | 53 400             |
| Gypse                              | 3 585              |
| Mica, phlogopite                   | 3 585              |
| Quartz                             | 29                 |
| Pouzzolane, matériau pouzzolanique | 35 000             |
| Sel, sel de mer                    | 100 000            |
| Calcaire                           | 190 000            |
| Dolomie                            | 4 200              |
| Granit                             | 3 143              |

| Combustibles                                    | Quantité en tonnes |
| ----------------------------------------------- | ------------------ |
| Pétrole brut (milliers de barils de 42 gallons) | 90                 |

### Secteurs tertiaire

#### Tourisme
En 2024, le pays a accueilli 308 275 touristes et l’investissement dans ce secteur a atteint 2 573,261 millions d’Ariary.

## Relations internationales

### Investissements étrangers

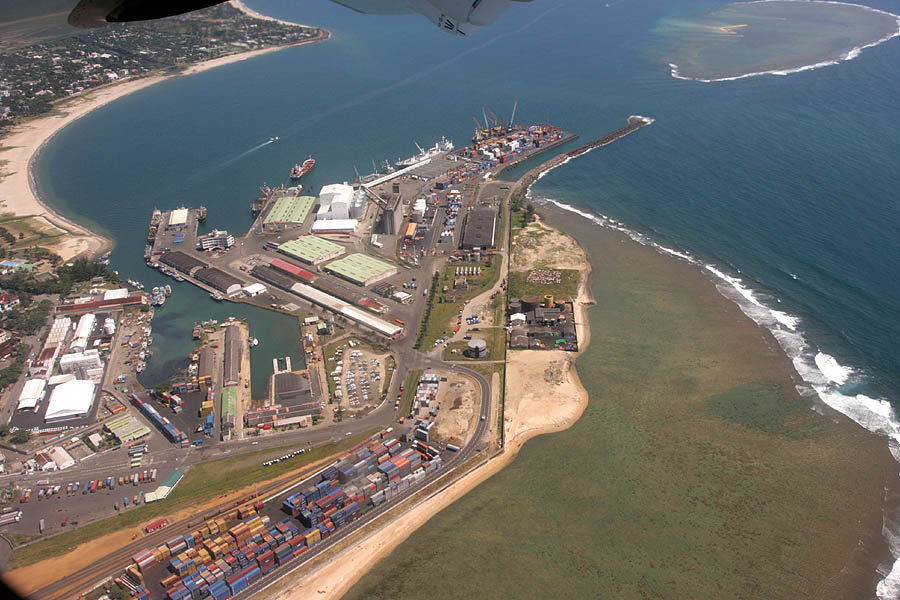
Port autonome de Toamasina

Depuis l'indépendance, la France a toujours été le premier investisseur à Madagascar. Jusqu'en 2007 où le Canada l'a détrônée, les investissements étant favorisés par la langue française en commun. En effet, cette année-là, les investissements directs étrangers venant du secteur privé canadien se sont accrus de 800 % tandis que les investissements Français ont baissé de 10 %. En troisième place se trouve l'île Maurice, autre membre de l'OIF.
Cette tendance est due à une ouverture progressive de Madagascar à tous les investisseurs depuis l'arrivée au pouvoir de Marc Ravalomanana en 2002. La France n'ayant plus l'exclusivité des opportunités économiques dans l'île.
En outre, cette tendance devrait continuer car la Corée du Sud et la Chine sont de plus en plus présentes à Madagascar notamment dans la recherche pétrolière, l'agriculture et les travaux publics.
D'ailleurs, sur ce point, depuis 2005 la Chine (Chine populaire et Hong Kong) est devenue le premier partenaire économique du pays, si l'on se réfère aux importations et exportations, place détenue par la France depuis l'indépendance.
Le président de la FAO a parlé de « néocolonialisme », terme repris par le géographe Christian Bouquet (université de Bordeaux III).
Pendant la présidence de Marc Ravalomanana, le gouvernement a adopté une série de lois et de règlements pour attirer les investissements étrangers, y compris la loi sur les sociétés commerciales (2003), le code du travail (2003), le décret fixant les modalités d'application de la loi sur les sociétés commerciales (2004), le code des marchés publics (2004), la loi sur la concurrence (2005), le code des changes (2006), la loi sur l'investissement (2007), et la loi sur les zones et entreprises franches à Madagascar (2007).
Après la dernière crise de 2009 à Madagascar, la France a pris le dessus en matière d'investissement[réf. nécessaire]. La Chine est le premier partenaire commercial de Madagascar.
Entre 2009 et 2016, Madagascar est marginalisé financièrement parlant à la suite de la crise économique. Mais en décembre 2016, le pays annonce chercher des investisseurs pour financer un plan de développement d'environ 3 milliards de dollars.

### Influence étrangère
Le gouvernement français a exercé une forte pression pour que le gouvernement malgache autorise, en septembre 2008, la multinationale Total à explorer les sables bitumineux de Bemolanga.

#### Importations et exportations
En 2024, en matière d’exportations, Madagascar destine 25 % de ses biens à l’Europe, 11 % aux États-Unis, 8 % au Japon, 8 % à la Corée du Sud et 7 % à la Chine.
En 2024, les importations de biens de Madagascar sont réparties comme suit : 19 % en provenance d’Europe, 17 % de Chine, 13 % d’Oman, 9 % de l’Inde et 5 % de l’Afrique du Sud.

## Réserve d’or
La Banky foiben’i Madagasikara, la banque centrale de Madagascar, a débuté en 2023 la constitution d’une réserve de lingots d’or. Cette réserve atteint 1,080 tonne en 2023.